# Lough Leane

Lough Leane (irsko Loch Léin,  pomeni 'jezero učenja') je največje od treh Killarneyjevskih jezer v bližini Killarneyja v Irski. Reka Laune teče iz jezera  v zaliv Dingle proti severozahodu.

## Etimologija in zgodovina
Ime jezera pomeni jezero učenja, kar je verjetno povezano s samostanom na otoku Innisfallen, otoku v jezeru. Innisfallen je bil v zgodnjem srednjem veku središče učenjakov, ki so napisali Innisfallensko kroniko (Annals of Innisfallen) in po legendi kraj, kjer se je izobraževal kralj Brian Boru.
Druga zgodovinska lokacija je Rossov grad na Rossovem otoku v jezeru. Otok je bogat z bakrom. Po arheoloških dokazih je bil na otoku rudnik že v obdobju kulture zvončastih čaš  v bronasti dobi. [1] [2]

## Geografija
Jezero je veliko približno 19 kvadratnih kilometrov in [3] je tudi največja zaloga sveže vode v regiji [4]. Zaradi fosfatov kmetijskih in gospodinjskih onesnaževalcev, ki se izlivajo v Lough Leane Reedbed, pomemben habitat na robu jezera, je postalo evtrofno. Obogatitev s hranili je v zadnjih letih povzročila večkratno cvetenje alg, a k sreči to še ni močno vplivalo na jezerski ekosistem. Za preprečevanje nadaljnjega onesnaževanja, ki povzroča trajno spremembo ekosistema jezera, pregledujejo rabo tal v povodju. Zdi se, da se je kakovost vode v jezeru izboljšala, saj so bili leta 1985 odstranjeni fosfati iz kanalizacije. [5] Avgusta 2007 se je več velikih hotelov in podjetij zavezalo, da ne bodo več uporabljali pralnih praškov s fosfati, da bi ohranili kakovost jezerske vode.

## Okoljski problem
Lough Leane je življenjski prostor kritično ogrožene irske zlatovščice, Salvelinus obtusus.